# Списак поштанских бројева у Северној Македонији
Поштански бројеви у Северној Македонији састоје се од четири броја.
Македонија је подељена на неколико регионалних центара:
- Скопље 1
- Скопље 2
- Тетово
- Гостивар
- Кичево
- Охрид
- Битољ
- Прилеп
- Велес
- Кавадарци
- Ђевђелија
- Струмица
- Штип
- Кочани
- Куманово.[1]

Бројеви су преузети из старог поштанског система СФРЈ, где су поштански бројеви почињали са 9ХХХХ.

### Регионални центар Скопље 1
1. 1010: Чаир
2. 1011: Кучевиште
3. 1020: Карпош
4. 1040: Маџари
5. 1041: Илинден
6. 1042: Миладиновци
7. 1043: Петровец
8. 1044: Катланово
9. 1045: Арачиново
10. 1047: Јурумлери
11. 1050: Драчево
12. 1051: Батинци
13. 1052: Студеничани
14. 1053: Зелениково
15. 1054: Ракотинци
16. 1060: Ђорче Петров
17. 1061: ГП „Блаце“
18. 1062: Радуша
19. 1063: Буковић
20. 1064: Кондово
21. 1066: Сарај
22. 1101: Скопље 1
23. 1103: Скопље 3
24. 1104: Скопље 4
25. 1105: Скопље 5
26. 1106: Скопље 6
27. 1107: Скопље 7
28. 1108: Скопље 8
29. 1109: Скопље 9
30. 1110: Скопље 10
31. 1111: Скопље 11
32. 1112: Скопље 12
33. 1113: Скопље 13
34. 1114: Скопље 14
35. 1115: Скопље 15
36. 1116: Скопље 16
37. 1117: Скопље 17
38. 1118: Скопље 18
39. 1119: Скопље 19
40. 1120: Скопље 20
41. 1121: Скопље 21
42. 1122: Скопље 22
43. 1123: Скопље 23
44. 1125: Скопље 25
45. 1126: Скопље 26
46. 1128: Скопље 28
47. 1129: Скопље 29
48. 1130: Скопље 30
49. 1131: Скопље 31
50. 1132: Скопље 32
51. 1133: Скопље 33
52. 1134: Скопље 34
53. 1136: Скопље 36
54. 1137: Скопље 37
55. 1138: Скопље 38
56. 1139: Скопље 39
57. 1140: Скопље 40
58. 1141: Скопље 41
59. 1142: Скопље 42

### Регионални центар Скопље 2
1. 1000: Скопље

### Регионални центар Тетово
1. 1200: Тетово
2. 1201: Мала Речица
3. 1202: ЈИЕ, Тетово
4. 1203: Нераште
5. 1204: Слатино
6. 1206: Јажинце
7. 1207: Државни универзитет у Тетову
8. 1210: Доње Палчиште
9. 1211: Доброште
10. 1212: Џепчиште
11. 1213: Жеровјане
12. 1214: Пирок
13. 1215: Јегуновце
14. 1216: Брвеница
15. 1217: Шипковица
16. 1218: Групчин
17. 1219: Голема Речица
18. 1220: Боговиње
19. 1221: Камењане
20. 1222: Тетово
21. 1223: Дреновец
22. 1224: Теарце
23. 1225: Вратница
24. 1226: Желино
25. 1227: Челопек
26. 1228: Шемшево
27. 1229: Тетово 4 - Горња Чаршија

### Регионални центар Гостивар
1. 1230: Гостивар
2. 1231: Вруток
3. 1232: Гостивар
4. 1233: Доња Бањица
5. 1234: Дебреше
6. 1235: Неготино
7. 1236: Добри Дол
8. 1237: Чегране
9. 1238: Врапчиште
10. 1239: Србиново
11. 1240: Гостивар
12. 1241: Градец
13. 1242: Топлица
14. 1243: Чајле
15. 1254: Ростуша
16. 1255: Жировница
17. 1256: Маврови Анови
18. 1257: Скудриње

### Регионални центар Кичево
1. 6250: Кичево
2. 6251: Кичево
3. 6252: Кичево
4. 6253: Зајас
5. 6254: Осломеј
6. 6255: Брждани
7. 6257: Длапкин Дол
8. 6258: Вранештица
9. 6260: Кичево, Раштански пут
10. 6261: Другово
11. 6262: Стрелци
12. 6530: Македонски Брод
13. 6533: Доњи Манастирец
14. 6535: Самоков
15. 6539: Дворци

### Регионални центар Охрид
1. 1250: Дебар
2. 1258: Голем Папрадник
3. 1259: ГП „Блато“
4. 6000: Охрид
5. 6102: Охрид 2
6. 6104: Охрид 4
7. 6105: Охрид 5
8. 6306: Лескоец
9. 6321: Свети Стефан
10. 6322: Свети Наум
11. 6323: Пештани
12. 6324: ГП „Свети Наум“
13. 6330: Струга
14. 6331: Струга
15. 6333: Радолишта
16. 6334: Велешта
17. 6335: Вевчани
18. 6336: Лабуништа
19. 6337: Луково
20. 6338: Делогожди
21. 6339: Октиси
22. 6340: ГП „Ћафасан“
23. 6341: Требеништа
24. 6342: Мешеишта
25. 6344: Белчишта
26. 6346: Сливово

### Регионални центар Битољ
1. 7000: Битољ
2. 7102: Битољ 2
3. 7103: Битољ 3
4. 7104: Битољ 4
5. 7105: Битољ 5
6. 7106: Битољ 6
7. 7107: Битољ 7
8. 7109: Битољ 9
9. 7110: Битољ 10
10. 7202: Смилево
11. 7204: Доњо Оризари
12. 7205: Дихово
13. 7211: Новаци
14. 7212: Дедебалци
15. 7215: Добрушево
16. 7216: Могила
17. 7221: Бистрица
18. 7223: Породин
19. 7225: Бач
20. 7226: ГП „Меџитлија“
21. 7240: Демир Хисар
22. 7241: Кукуречани
23. 7244: Жван
24. 7245: Ивањевци
25. 7310: Ресен
26. 7313: Цапари
27. 7314: Кажани
28. 7315: Царев Двор
29. 7317: Крани
30. 7318: Љубојно
31. 7319: Отешево
32. 7320: Јанковец
33. 7321: ГП „Стење“

### Регионални центар Прилеп
1. 7500: Прилеп-Центар
2. 7503: Прилеп-Точила
3. 7504: Долнени
4. 7505: Костинци
5. 7507: Лажани
6. 7509: Големи Коњари
7. 7510: Прилеп- Болница
8. 7512: Тополчани
9. 7513: Прилеп-Хотел Липа
10. 7514: Канатларци
11. 7515: Ново Лагово
12. 7516: Црнилиште
13. 7524: Кривогаштани
14. 7525: Вођани
15. 7537: Дебреште
16. 7550: Крушево

### Регионални центар Велес
1. 1400: Велес
2. 1401: Велес
3. 1402: Велес
4. 1403: Велес
5. 1406: Башино Село
6. 1407: Иванковци
7. 1408: Горно Оризари
8. 1413: Чашка
9. 1414: Извор
10. 1415: Богомила
11. 1420: Градско

### Регионални центар Кавадарци
1. 1421: Сирково
2. 1422: Росоман
3. 1423: Дреново
4. 1424: Возарци
5. 1425: Ваташа
6. 1426: Марена
7. 1427: Сопот
8. 1430: Кавадарци
9. 1431: Кавадарци
10. 1437: Конопиште
11. 1440: Неготино
12. 1441: Пепелиште
13. 1442: Демир Капија
14. 1443: Доњи Дисан

### Регионални центар Ђевђелија
1. 1480: Ђевђелија
2. 1481: Ђевђелија
3. 1482: ГП „Богородица“
4. 1483: Негорци
5. 1484: Богданци
6. 1485: Нови Дојран
7. 1487: Стари Дојран
8. 1488: Стојаково
9. 1489: Миравци
10. 1491: Ђевђелија
11. 1492: ГП „Стар Дојран“

### Регионални центар Струмица
1. 2400: Струмица
2. 2401: Струмица
3. 2402: Струмица
4. 2403: Струмица
5. 2404: Струмица
6. 2410: Куклиш
7. 2411: Василево
8. 2412: Владевци
9. 2413: Костурино
10. 2414: Вељуса
11. 2415: Банско
12. 2416: Доброшинци
13. 2420: Радовиш
14. 2421: Радовиш
15. 2423: Подареш
16. 2424: Конче
17. 2430: Петралинци
18. 2431: Босилово
19. 2432: Муртино
20. 2433: Турново
21. 2434: Ново Село
22. 2435: Мокриево
23. 2436: Дражево
24. 2437: ГП „Ново Село“
25. 2460: Валандово
26. 2461: Чафакли
27. 2462: Јосифово
28. 2463: Пирава
29. 2464: Удово

### Регионални центар Штип
1. 2000: Штип
2. 2101: Штип 1
3. 2102: Штип 2
4. 2202: Крупиште
5. 2205: Три Чешми
6. 2207: Карбинци
7. 2208: Лозово
8. 2210: Пробиштип
9. 2212: Злетово
10. 2220: Свети Николе
11. 2225: Ерџелија
12. 2227: Амзабегово

### Регионални центар Кочани
1. 2300: Кочани
2. 2301: Облешево
3. 2302: Оризари
4. 2303: Кочани
5. 2304: Македонска Каменица
6. 2305: Зрновци
7. 2306: Кочани
8. 2307: Горњи Подлог
9. 2310: Виница
10. 2312: Истибања
11. 2314: Блатец
12. 2315: Русиново
13. 2316: Драгобраште
14. 2320: Делчево
15. 2321: ГП „Делчево“
16. 2325: Тработивиште
17. 2326: Пехчево
18. 2330: Берово
19. 2331: Владимирово
20. 2332: Будинарци
21. 2333: Чешиново

### Регионални центар Куманово
1. 1300: Куманово
2. 1301: Куманово
3. 1302: Жегљане
4. 1303: Старо Нагоричане
5. 1304: Клечевце
6. 1305: Орашац
7. 1306: Матејче
8. 1307: Липково
9. 1308: Табановце
10. 1309: Градиште
11. 1310: Куманово
12. 1311: Куманово
13. 1312: Младо Нагоричане
14. 1313: Куманово
15. 1314: Облавце
16. 1315: Отља
17. 1316: Ранковце
18. 1317: Черкези
19. 1318: ГП „Пелинце“
20. 1319: ГП „Табановце“
21. 1321: Куманово
22. 1322: Романовце
23. 1323: Пчиња
24. 1324: Ваксинце
25. 1325: Слупчане
26. 1326: Лојане
27. 1327: Ново Село
28. 1330: Крива Паланка
29. 1331: ГП „Деве Баир“
30. 1332: Петралица
31. 1333: Мождивњак
32. 1334: Добровница
33. 1335: Жидилово
34. 1360: Кратово
35. 1361: Страцин